# Tarentola albertschwartzi
Espèce
Tarentola albertschwartzi est une espèce de geckos de la famille des Phyllodactylidae.

## Répartition
Cette espèce est endémique de la Jamaïque.

## Étymologie
Cette espèce est nommée en l'honneur d'Albert Schwartz.

## Publication originale
- Sprackland & Swinney, 1998 : A new species of giant gecko of the genus Tarentola (Reptilia: Squamata: Gekkonidae) from Jamaica. Journal of Zoology, vol. 245, no 1, p. 73-78.